# Crazyhead (série télévisée)
Ne doit pas être confondu avec Crazyhead.
Crazyhead (appelée d'abord Crazy Face) est une série télévisée de comédie horrifique britannique créée par Howard Overman diffusée du 19 octobre au 23 novembre 2016 sur E4. Depuis le 16 décembre 2016, elle est disponible sur la plateforme Netflix. La série est finalement annulée en juillet 2017 après une unique saison.

## Synopsis
Amy et Raquel, deux jeunes femmes au début de la vingtaine, tentent de conjuguer leur vie de tous les jours avec la traque des démons.

## Distribution

### Acteurs principaux
- Cara Theobold (VF : Ludivine Maffren) : Amy
- Susan Wokoma (VF : Jessica Monceau) : Raquiel
- Lewis Reeves (en) (VF : Donald Reignoux) : Jake
- Tony Curran (VF : Cyrille Monge) : Callum
- Arinzé Kene (en) (VF : Jean-Michel Vaubien) : Tyler
- Riann Steele (VF : Marie Tirmont) : Suzanne

### Acteurs récurrents
- Lu Corfield (en) : Mercy
- Charlie Archer (VF : Sébastien Boju) : Harry
- Billy Seymour (VF : Jean-Rémi Tichit) : Dylan

## Épisodes

### Première saison (2016)
1. Un Vrai Cheval (A Very Trippy Horse)
2. L'odeur fraiche des pins (A Pine Fresh Scent)
3. Rase le chat ! (Shave the Cat)
4. Pengouin ou Vache ? (Penguin or Cow?)
5. Chien Tête en Bas (Downward Facing Dog)
6. Un Castor Avec Une Tronçonneuse (Beaver with a Chainsaw)

## Développement
En mai 2016, il est annoncé que Howard Overman — le créateur de Misfits — a été embauché par Netflix et E4 pour produire une série de comédie horrifique nommée Crazy Face. Il avoue avoir eu l'idée après avoir entendu une insulte sexiste dans la rue. La série est la deuxième collaboration entre Netflix et Channel 4 après l'adaptation de Kiss Me First.
En juillet 2017, la série est annulée après seulement une saison.

### Tournage
La série est tournée à partir de mai 2016 à Bristol.

## Réception
Pour Syfy Wire, la série combine un « casting parfait, de super bons dialogues et une salutaire dose de démons [qui] en font l'une des meilleures série du genre de ces dernières années », et est citée comme un « Buffy britannique ». The Guardian considère la série comme « inquiétante et excellente » et loue le jeu des deux actrices principales, Cara Theobold et Susan Wokoma tandis que The Daily Telegraph la décrit comme « brillante, percutante et vraiment drôle »,. Selon Télérama, Crazyhead est une « réjouissante renaissance de deux êtres singuliers apprenant à cultiver leurs différences » aux « accents féministes ».
Le site BuzzFeed liste la série dans ses « 18 séries télévisées méconnues que vous devriez regarder » en 2017.
Sur le site Rotten Tomatoes, la série a reçu 100 % de critiques positives.